# 沈仁康
沈仁康（1963年—），男，汉族，浙江东阳人，中华人民共和国政治人物，中国共产党党员，第十二届全国人民代表大会浙江地区代表。

## 生平
毕业于浙江省委党校政治经济、工商管理专业。2012年11月沈仁康当选为衢州市人民政府市长 。2013年，被选为第十二届全国人大代表。
2014年7月，任浙商银行股份有限公司党委书记、董事长。2022年1月免去领导职务。
2023年2月，因涉嫌严重违纪违法，接受浙江省纪委监委纪律审查和监察调查。